# Ansonia penangensis
Ansonia penangensis és una espècie de gripau que viu a l'illa de Penang a Malàisia, i que havent estat descoberta al segle xix no ha estat identificada de nou fins al segle xxi.
L'espècie va ser descrita el 1870 i se la coneixia per la sèrie tipològica i per uns pocs adults i larves recollits el 1898, però no havia estat observada de nou durant el segle xx, tot i que es creu que algunes observacions a Penang assignades a Ansonia malayana corresponen realment a A. penangensis. El 2009 i 2010 se'n van recollir espècimens a la localitat tipus de l'espècie i se'ls va poder identificar com a A. penangensis.
Els adults poden arribar a fer 37,2 mm de longitud. Tenen el dors és uniformement negre amb petites taques blanques, i petites taques de color carabassa als costats prop de la base de les potes que s'ajunten formant franges a la part superior de les potes. La cara ventral és grisa amb taques blanques a la gola. Les potes i els dits són prims, el cap és més ample que el cos i el morro es projecta més enfora que la mandíbula inferior. La cara dorsal de les potes i el cos és tuberculat, amb els tubercles ordenats en files.